# تلخ‌آبریز
تلخ آبریز (تنگستان)، روستایی از توابع بخش مرکزی شهرستان تنگستان در استان بوشهر ایران است.

## جمعیت
این روستا در دهستان اهرم قرار دارد و براساس سرشماری مرکز آمار ایران در سال ۱۳۸۵، جمعیت آن ۱۸ نفر (۴خانوار) بوده‌است.